# Windham megye (Connecticut)
Windham megye az Amerikai Egyesült Államokban, azon belül Connecticut államban található. Legnagyobb városa Windham. Lakosainak száma 116 418 fő (2020. április 1.). Windham megye Worcester, New London, Providence, Kent és Tolland megyékkel határos. Az ún. Csendes Sarok (angolul Quiet Corner) régió központja.

## Népesség
A megye népességének változása:
| Lakosok száma | 118 600 | 118 385 | 117 875 | 117 604 | 116 573 | 116 418 |
|               | 2010    | 2011    | 2012    | 2013    | 2015    | 2020    |

## Városok
Abington, Ashford, Ballouville, Brooklyn, Canterbury, Chaplin, Danielson, Dayville, East Brooklyn, East Killingly, East Putnam, Eastford, Fabyan, Grosvenor Dale, Hampton, Killingly, Moosup, North Grosvenor Dale, Oneco, Plainfield, Pomfret, Putnam, Putnam Heights, Quinebaug, Rogers, Scotland, South Killingly, South Windham, South Woodstock, Staffordville, Sterling, Thompson, Wauregan, Willimantic, Windham, Woodstock.